# Logan Pearsall Smith
Logan Pearsall Smith, né le 18 octobre 1865 à Millville et mort le 2 mars 1946 à Londres, est un essayiste et critique littéraire américain qui vit au Royaume-Uni. Connu pour ses aphorismes et ses épigrammes, il doit aussi sa notoriété à son autobiographie, Unforgotten Years (1938).

## Biographie
Fils de Robert Pearsall Smith et Hannah Whitall Smith, tous les deux issus de familles quakers anciennes, Logan fait ses études universitaires à Haverford College, Harvard et au Balliol College d'Oxford. Il est le frère d'Alys Pearsall Smith (1867-1951), première épouse de Bertrand Russell, et de Mary Berenson, historienne de l'art et épouse de Bernard Berenson.
Smith est grandement influencé par Walter Pater. Ses disciples furent entre autres Robert Gathorne-Hardy (en), Desmond MacCarthy, John Russell, le poète R. C. Trevelyan (en) et Hugh Trevor-Roper. 
Proche du Bloomsbury Group, il publia plusieurs ouvrages à la Hogarth Press dans les années 1920. Sa personnalité sert de modèle au personnage de Sir Nicholas Greene (Nick Greene) dans Orlando, le roman de Virginia Woolf.

## Publications
- 1895. The Youth of Parnassus, and other stories
- 1902. Trivia
- 1907. The Life and Letters of Sir Henry Wotton. Biography
- 1909. Songs and Sonnets
- 1912. The English Language
- 1919. A Treasury of English Prose
- 1920. Little Essays Drawn From The Writings Of George Santayana
- 1920 (ed.). Donne's Sermons: Selected Passages with an Essay
- 1920. Stories from the Old Testament retold. Hogarth Press
- 1921. More Trivia
- 1923. English Idioms
- 1925. Words and Idioms
- 1927. The Prospects of Literature. Hogarth Press
- 1930 (ed.) The Golden Grove: Selected Passages From The Sermons and Writings of Jeremy Taylor
- 1931. Afterthoughts
- 1933. All Trivia. Collection
- 1933. Last Words
- 1933. On Reading Shakespeare
- 1936. Fine Writing
- 1937. Reperusals & Recollections
- 1938. Unforgotten Years
- 1940. Milton and His Modern Critics
- 1943. A Treasury Of English Aphorisms
- 1949 (ed.). A Religious Rebel: The Letters of "H.W.S." (Mrs. Pearsall Smith). Published in the USA as Philadelphia Quaker, The Letters of Hannah Whitall Smith
- 1949 (ed.). The Golden Shakespeare
- 1972. Four Words. Romantic, Originality, Creative, Genius
- 1982. Saved from the Salvage. With a Memoir of the Author by Cyril Connolly
- 1989 (Edward Burman ed.) Logan Pearsall Smith. Anthology.